# Четвертий (фільм, 2020)
Четвертий (Monsters of Man) — австралійський фантастичний бойовик 2020 року. Режисер Марк Тойя; сценаристи Марк Тойя і Джефф Хенд. Продюсери Марк Тойя та Пем Колліс. Прем'єра в Україні відбулася 8 липня 2021 року.

## Зміст
Засекречена компанія по виробництву бойових машин під орудою провладних силових структур відправляє військових роботів у віддалену країну для таємних випробувань.
Чи вдасться комусь вижити в запеклій битві між машинами й людьми?

## Знімались
- Ніл Макдоноу
- Хосе Росете
- та інші